# Stora Fruholmen
Stora Fruholmen är en ö i Sankt Anna socken i Söderköpings kommun, öster om Lilla Rimmö. Ön har en yta på 1,9 hektar.
Stora Fruholmen bebyggdes först under 1900-talet och blev helårsbebodd först 2009. Enligt sägnen skall ryska soldater i samband med rysshärjningarna 1719 begravts på ön.